# Requiem (Gnessin)
Requiem is een compositie van de Rus Michail Gnessin, uitgegeven in 1947.
In tegenstelling tot een gangbaar Requiem is dit werk in slechts één deel geschreven, zonder dat er sprake is van een onderverdeling. Ook de instrumentatie is afwijkend; het is kamermuziek voor twee violen, altviool, cello en piano. De compositie is geschreven in de muziekstijl die behoort bij de kunstrichting futurisme; dat heeft gevolg dat de structuur zo is gekozen zodat het sextet veel voller en meer monumentaal klinkt dan een sextet in "normale" doen. Ondanks de moderne stijl is de hand van zijn leermeester Nikolaj Rimski-Korsakov duidelijk te herkennen in de orkestratie.
Gnessin zou later nog een werk opleveren in het requiem-genre; ook dat is geschreven voor een kamermuziekensemble: zijn pianotrio opus 63.

## Bron en discografie
- Uitgave Arte Nova.